# 1232 Cortusa
1232 Cortusa (1931 TF2) là một tiểu hành tinh vành đai chính được phát hiện ngày 10 tháng 10 năm 1931 bởi Karl Wilhelm Reinmuth ở Heidelberg.